# Nils Ståhle (politiker)
Nils Albert Ståhle (i riksdagen kallad Ståhle i Fagersta), född 26 april 1901 i Västanfors församling, Västmanlands län, död där 7 juli 1987, var en svensk bankkamrer och politiker (socialdemokrat).
Ståhle var kontorsanställd 1914–1942. Han blev föreståndare för Westmanlands läns sparbanks avdelningskontor i Fagersta sistnämnda år. Ståhle var ordförande i drätselkammaren i Fagersta stad från 1946. Han var även ledamot av Västmanlands läns landsting. Ståhle var ledamot av riksdagens första kammare från 1956, invald i Södermanlands och Västmanlands läns valkrets. Han var Bankoutskottets vice ordförande från 1962.